# 12 Angry Men (película de 1957)

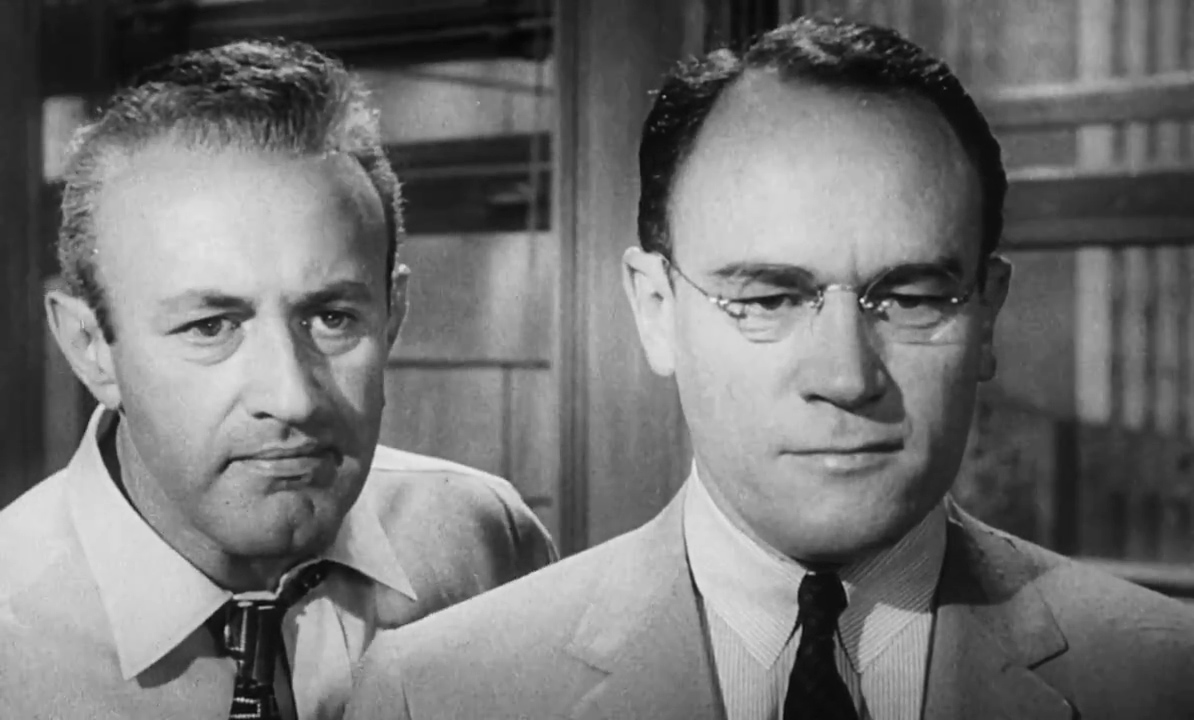
Lee J. Cobb y E. G. Marshall en 12 Angry Men

12 Angry Men (en España, 12 hombres sin piedad; en Hispanoamérica, 12 hombres en pugna) es una película dramática estadounidense de 1957 dirigida por Sidney Lumet y basada en el guion para TV de título homónimo escrito por Reginald Rose.
Está protagonizada por
Henry Fonda,
Martin Balsam,
Ed Begley,
Lee J. Cobb,
Jack Klugman,
E. G. Marshall,
Joseph Sweeney,
Jack Warden y
Robert Webber.
La película fue candidata a tres premios Óscar, incluyendo el de mejor película, y ganó varios premios cinematográficos internacionales. Fue clasificada para el AFI's 10 Top 10 en la categoría "Películas jurídicas", junto a Testigo de cargo (1957) y Anatomía de un asesinato (1959). En 2007, la película fue considerada «cultural, histórica y estéticamente significativa» por la Biblioteca del Congreso de Estados Unidos y seleccionada para su preservación en el National Film Registry.

## Argumento
La película trata sobre el juicio de un homicidio en el que doce hombres tienen que deliberar sobre el futuro de un muchacho, dictaminando si es culpable o inocente del asesinato de su padre. Si hay alguna duda razonable deben emitir un veredicto de «no culpable». Si se le encuentra culpable, será sentenciado a muerte en la silla eléctrica.
Las pruebas apuntan a que es culpable, por lo que once de los doce miembros del jurado así lo dictaminan, pero el miembro número 8 (Henry Fonda) tiene en cuenta diferentes argumentos que se han citado en el juicio, y hace que surja la duda sobre la culpabilidad del muchacho. Poco a poco, el miembro número 8 hace que los demás vayan cambiando de opinión y que estos se den cuenta de otros factores que no se habían analizado en el juicio.
En la película se observan diferentes tipos de comportamientos y el papel que va desempeñando cada miembro del jurado, mostrando así características de su personalidad y cómo influye su vida a la hora de dictaminar la culpabilidad del acusado.

## Reparto
| Actor                       | Personaje                              | Notas         |
| --------------------------- | -------------------------------------- | ------------- |
| Martin Balsam (1919‑1996)   | jurado número 1                        |               |
| John Fiedler (1925‑2005)    | jurado número 2                        |               |
| Lee J. Cobb (1911‑1976)     | jurado número 3                        |               |
| E. G. Marshall (1914‑1998)  | jurado número 4                        |               |
| Jack Klugman (1922‑2012)    | jurado número 5                        |               |
| Edward Binns (1916‑1990)    | jurado número 6                        |               |
| Jack Warden (1920‑2012)     | jurado número 7 (Charlie)              |               |
| Henry Fonda (1905‑1992)     | jurado número 8 (Davis)                |               |
| Joseph Sweeney (1884‑1963)  | jurado número 9 (McCardle, el anciano) |               |
| Ed Begley (1901‑1970)       | jurado número 10                       |               |
| George Voskovec (1905‑1981) | jurado número 11                       |               |
| Robert Webber (1924‑1989)   | jurado número 12                       |               |
| Rudy Bond (1912‑1982)       | juez                                   | sin acreditar |
| Tom Gorman                  | taquígrafo                             | sin acreditar |
| James Kelly                 | alguacil                               | sin acreditar |
| Billy Nelson                | secretario de la corte                 | sin acreditar |
| John Savoca                 | acusado                                | sin acreditar |
| Walter Stocker              | hombre esperando ascensor              | sin acreditar |

## Premios y nominaciones
- Premio Oso de Oro y Premio OCIC 1957 (Sidney Lumet).[7]
- Premio BAFTA 1958 al mejor actor extranjero (Henry Fonda).[8]
- Premio WGA 1958 al Drama estadounidense mejor escrito (Reginald Rose).
- Premio Mención especial 1957 del Festival Internacional de Cine de Locarno (Sidney Lumet).
- Premio Kinema Junpo 1960 a la Mejor película extranjera (Sidney Lumet).
- Premio Edgar Allan Poe 1958 a la Mejor película (Reginald Rose).
- Premio Nastro d'Argento 1958 al Mejor director de película extranjera (Sidney Lumet).
- Premio Blue Ribbon 1960 a la Mejor película extranjera (Sidney Lumet).
- Premio Bodil 1960 a la Mejor película estadounidense y al Mejor director (Sidney Lumet).
- Premio Jussi 1958 al Mejor actor extranjero (Henry Fonda).

No ganó ningún premio Óscar, aunque tuvo tres candidaturas en las categorías de mejor director (para Sidney Lumet),
mejor película (Henry Fonda y Reginald Rose como productores) y
mejor guion adaptado (para Reginald Rose)
en la ceremonia de 1958, en la que El puente sobre el río Kwai consiguió dichos premios.

### Reconocimientos
La película es reconocida por el American Film Institute en estas listas:
- 2001: AFI's 100 años... 100 películas de suspense – n.º 88[10]
- 2003: AFI's 100 años... 100 héroes y villanos:[11]
  - Jurado Nº 8 – Héroe Nº 28
- 2006: AFI's 100 años... 100 inspiraciones – Nº 42[12]
- 2006: AFI's 100 años... 100 películas (edición 10.º aniversario) – Nº 87[13]
- 2006: AFI's 10 Top 10 "Películas jurídicas" – Nº 22[3]

## Comentarios
El autor se basa en el comportamiento de los miembros de un jurado durante un proceso de deliberación, convocados a fin de tomar una recta decisión sobre el caso. Un punto importante que hay que subrayar es la dificultad que muestran para poder deliberar correctamente, debido a distintas limitaciones y prejuicios, algunos psicológicos, otros educativos, otros de orden lógico, etcétera. El juzgar en derecho está supuesto a ser lógico, pero tiene que ser argumentado para ser veraz en los hechos. En este caso, el jurado identificado con el número 8 pone todo en duda y logra que los demás miembros del jurado también duden sobre la culpabilidad del joven.
Al juzgar a alguien ha de presumirse su inocencia. Toda deducción debe ser comprobada como veraz para evitar que un inocente sea condenado o un culpable exonerado de su culpa.
Algo notable que ocurre es por qué estos doce hombres están tan «enfadados» (12 Angry Men). La respuesta radica en que están angustiados. La angustia es la reacción general frente a la agresión psicológica. En general, se considera que todo aquel que argumenta en contra de una opinión propia comete una agresión. La película lleva a reflexionar sobre si la toma de decisiones es un proceso racional o irracional. Cabe destacar que la actitud de un jurado ante la implicación en cualquier caso debería ser lo más racional y objetiva posible. En la película esto se ve reflejado en ciertas personas, como en el caso del jurado número 8. Como ejemplos de abordajes irracionales están los jurados número 3 y número 7.